# Mormodes aromatica
Mormodes aromatica är en orkidéart som beskrevs av John Lindley. Mormodes aromatica ingår i släktet Mormodes och familjen orkidéer. Inga underarter finns listade i Catalogue of Life.